# Quintis Ristie
Quintis Consuello Juan Ristie (Paramaribo, 25 augustus 1972) is een Nederlands acteur en presentator van Surinaamse afkomst.
Ristie heeft jarenlang een vaste rubriek in het amusementsprogramma Raymann is Laat van Jörgen Raymann gehad. Dit waren achtereenvolgens: 'Groeten uit Paramaribo', 'Quintis integreert', 'Quintis onderzoekt' en 'Quintis valt af'. In seizoen 2007/2008 was het 'Quintis en het geheim van de single vrouw', en vanaf mei 2008 'Quintis op weg naar de Olympische Spelen'.
Daarnaast vertolkte hij de rol van Romano Hartseer in de politieserieserie Van Speijk op Tien. In 2010 had Ristie een bijrol in SpangaS. Hij speelde Oscar de Wit, de tijdelijke vervanger van Aldert, de conciërge van de school. Begin 2011 was hij te zien in het RTL 5-programma Echte meisjes in de jungle waarin hij de deelnemers informeerde over het leven in een jungle. Ook is hij regelmatig te zien in reclames van het rijstmerk Lassie en sinds 1 januari 2010 is hij het gezicht van het dagelijkse kansspel Lucky Day van De Lotto.
In Suriname is hij bekend als radioreporter voor Ampie's Broadcasting Corporation te Paramaribo en tevens is hij oprichter van het eerste jongerenvrijwilligerskorps in Suriname met als doel om jonge Surinamers aan een goed cv te helpen zodat ze makkelijker een baan kunnen vinden.
In maart 2008 ontving Quintis Ristie de Kleurenaward 2008 voor zijn verdiensten en betekenis voor de diversiteit in Nederland. Andere winnaars in dit kader, onder toezicht van Amnesty International en Unesco, zijn onder meer Kofi Anan (Ghana) en Najib Amhali (Nederland).

## Televisie & film
- Raymann is Laat - The Big Q (2001-2005)
- Van Speijk - Romano Hartseer (2006-2007)
- Camping Pernis - Manusje-van-alles (2007)
- Alibi (2008)
- De Mestkever - Strontvlieg (2008)
- Kikkerdril - Vader Jesse (2009)
- SpangaS - Oscar de Wit (2010)
- Echte meisjes in de jungle - presentator (2011)
- Sterren Springen op Zaterdag - jurylid (2012)
- Alles mag op zaterdag - deelnemer (2016)
- Big Fish Klaas - gast (2017)
- The Passion - Man bij roti-kraam (2018)
- MAX vakantieman - verslaggever (2021)
- Opa Cor - barman (2024)